# 菲利根

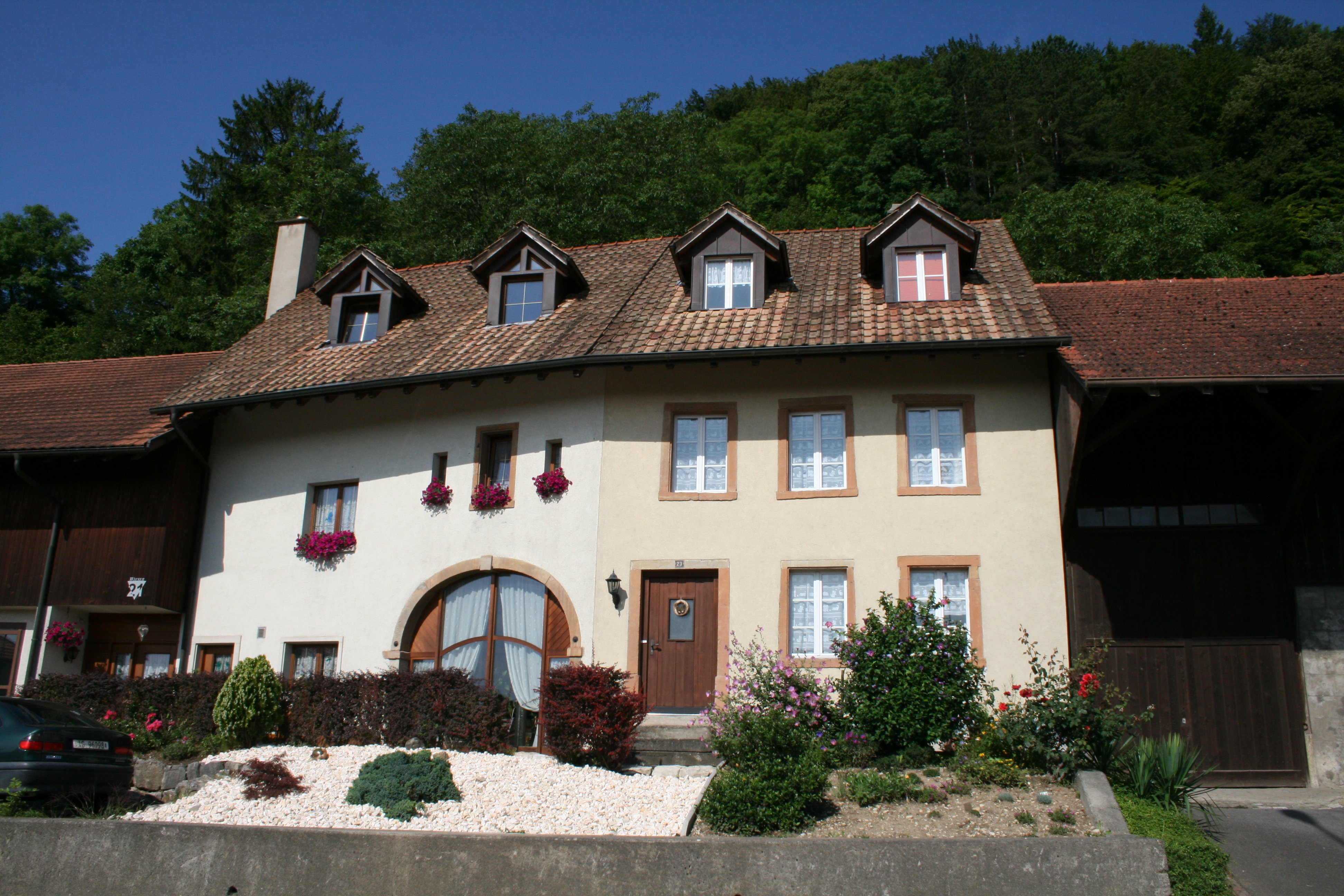

菲利根是瑞士的城鎮，位於該國北部，由阿爾高州負責管轄，面積11.22平方公里，海拔高度367米，2012年人口2,074，四成半人口信奉基督教，人口密度每平方公里185人。

## 外部連結
- Official website of Villigen （页面存档备份，存于） （德文）
- Official website of Stilli （德文）